# Meligédio
Meligédio (em latim: Meligedius) foi um oficial bizantino do século VI, ativo durante o reinado do imperador Justiniano (r. 527–565). Aparece em 552, quando desertou em prol do Reino Ostrogótico de Tótila (r. 541–552). Na ocasião, ele e Ulifo eram cocomandantes da guarnição gótica em Perúsia. Meligédio queria aceitar as propostas do general bizantino Narses e render a cidade, mas Ulifo se recusou. Uma luta foi travada entre os dois, Ulifo foi morto e Meligédio imediatamente entregou a cidade.